# Abdelmalek Sellal
Abdelmalek Sellal (عبد الملك سلال) (sinh ngày 1 tháng 8 năm 1948) là chính trị gia người Algérie. Ông giữ chức vụ Thủ tướng Algérie từ ngày 3 tháng 9 tháng 2012 đến ngày 13 tháng 3 năm 2014. Ngày 28 tháng 4 năm 2014, tổng thống Abdelaziz Bouteflika tái bổ nhiệm ông đảm nhiệm chức vụ Thủ tướng Algérie. Vào tháng 2 năm 2022, Abdelmalek Sellal phải nhập viện tại CHU Mustapha-Pacha ở Algiers do bị nhiễm biến thể Omicron của covid-19 và gặp các vấn đề sức khỏe liên quan đến biến thể này.